# Opel 45PS
La 45PS era una famiglia di autovetture di lusso prodotte dalla Casa automobilistica tedesca Opel dal 1909 al 1920.

## Profilo e storia
A metà circa del 1909, la Opel lanciò il primo di una serie di modelli di lusso destinata a raccogliere inizialmente l'eredità della precedente famiglia di vetture, la 30PS, ma in seguito anche quella della meno costosa 16/35 PS.
Si trattò quindi di una famiglia di vetture di un certo peso nei primi anni della storia della Casa di Rüsselsheim, poiché andava ad influenzare la sua intera gamma di lusso, che se inizialmente era costituita da tre sottofasce, dal 1909 in poi sarebbe stata costituita solo da due sottofasce, identificate da due piccole famiglie di vetture: da una parte vi era il piccolo gruppetto formato dai modelli 24/50 PS e 25/55 PS, i più costosi della fascia di lusso, mentre dall'altra parte vi erano i modelli appartenenti alla famiglia 45PS, meno costosi (anche se pur sempre assai impegnativi dal punto di vista economico).

### La 21/45 PS
La 21/45 PS fu il primo modello appartenente alla famiglia 45PS ad essere lanciato sul mercato: siamo nel 1909, la nuova vettura va a raccogliere il testimone della precedente 18/30 PS e lo fa con un modello più moderno ed evoluto: riprendendo la stessa architettura telaistica e le stesse carrozzerie del modello precedente, la 21/45 PS venne equipaggiata da un nuovo motore a 4 cilindri che conservò la stessa struttura a semiblocchi allineati dei modelli precedenti. La cilindrata, però, salì a 5322 cm³. La distribuzione era a valvole laterali, con raffreddamento ad acqua e la potenza massima era di 45 CV a 1500 giri/min.
La 21/45 PS, in grado di raggiungere una velocità massima di 80 km/h, fu prodotta fino alla fine del 1909.

### La 18/40 PS
Il successo solo parziale della 21/45 PS indusse la Casa a trovarle una sostituta che fosse meno costosa e che andasse quindi a raccogliere l'eredità soprattutto della 16/35 PS, da poco uscita di produzione. Fu così che si dovette rivedere il programma produttivo della Casa, fatto che causò un ritardo nel lancio del nuovo modello: perciò, solo nel 1912, fu lanciata la 18/40 PS, una vettura che, assieme ad un motore a 4 cilindri a semiblocchi allineati, della cilindrata di 4676 cm³, sposa una potenza massima di 45 CV che tre anni prima veniva erogata da un modello di cilindrata superiore, la 21/45 PS. In questo modo, si aveva una vettura meno impegnativa nei costi di gestione, ma prestante quanto una vettura di livello superiore.
Piccole differenze anche nelle sospensioni, non più a balestre semiellittiche, ma a balestre a tre quarti.
Le prestazioni erano le stesse di quelle della 21/45 PS.
Era disponibile nelle carrozzerie landaulet, limousine e in una particolare torpedo con caratteristiche da double-phaeton.
La 18/40 PS fu tolta di produzione all'inizio del 1914.

### La 20/45 PS
Durante quasi tutto il 1914, dopo l'uscita di produzione della 18/40 PS, fu commercializzata la 20/45 PS, che proponeva alcune novità, tra cui un nuovo 4 cilindri da 5022 cm³, in grado di erogare 50 CV di potenza massima a 1500 giri/min. Trasmissione e telaio, con relative soluzione tecniche, ripresero quelle della 18/40 PS. La velocità massima era di oltre 80 km/h.
La 20/45 PS fu tolta di produzione alla fine dello stesso anno.